# Ouarzazate
Ouarzazate (în berberă: ⵡⴰⵔⵣⴰⵣⴰⵜ; arabă ورزازات<) este un oraș în Maroc.